# Mucronothrus rostratus
Mucronothrus rostratus är en spindeldjursart som beskrevs av Trägårdh 1931. Mucronothrus rostratus ingår i släktet Mucronothrus, och familjen Trhypochthoniidae. Arten är reproducerande i Sverige.